# Přebor Pardubického kraje
Přebor Pardubického kraje patří společně s ostatními krajskými přebory mezi 5. nejvyšší páté nejvyšší fotbalové soutěže v Česku. Je řízen Pardubickým krajským fotbalovým svazem. Hraje se každý rok od léta do jara se zimní přestávkou. Účastní se ho 16 týmů z Pardubického kraje. Vítězem se stává tým s nejvyšším počtem bodů v tabulce a postupuje do Divize C. Pokud z divize nesestoupí žádný tým z Pardubického kraje, poslední 2 týmy sestupují do I. A třídy, do Přeboru Pardubického kraje v tomto případě postupují nejlepší 3 týmy z I. A třídy. Pokud do přeboru sestoupí tým z divize, tak z I. A třídy postupují do Přeboru Pardubického kraje jen nejlepší 2 týmy.

## Složení účastníků pro sezonu 2025/2026[1]
- FK Česká Třebová
- FK Letohrad
- FK Přelouč
- FK Choceň
- FO Lanškroun
- FK Jiskra Heřmanův Městec
- SK Holice
- SK Lázně Bohdaneč
- SK Sokol Prosetín
- SK Vysoké Mýto B
- FK Skuteč
- SK Pardubičky
- SKP Slovan Moravská Třebová
- TJ Jiskra Ústí nad Orlicí B
- SK Rozhovice
- AFK Opatovice nad Labem

## Vítězové
| Ročník      | Vítězný tým                         |
| ----------- | ----------------------------------- |
| 2002/2003   | AFK Atlantic Stolany-Lázně Bohdaneč |
| 2003/2004   | FC Skuteč                           |
| 2004/2005   | TJ Svitavy                          |
| 2005/2006   | FC Hlinsko                          |
| 2006/2007   | SK Holice                           |
| 2007/2008   | TJ Sokol Živanice                   |
| 2008/2009   | TJ Jiskra Ústí nad Orlicí           |
| 2009/2010   | FK Čáslav                           |
| 2010/2011   | FK Pardubice "B"                    |
| 2011/2012   | SK Holice                           |
| 2012/2013   | SK Vysoké Mýto                      |
| 2013/2014   | FK Česká Třebová                    |
| 2014/2015   | MFK Chrudim "B"                     |
| 2015/2016   | SK Holice                           |
| 2016/2017   | SK Spartak Slatiňany                |
| 2017/2018   | SK Spartak Slatiňany                |
| 2018/2019   | FO Lanškroun                        |
| **2019/2020 | SK Holice                           |
| **2020/2021 | MFK Chrudim "B"                     |
| 2021/2022   | MFK Chrudim "B"                     |
| 2022/2023   | FK Horní Ředice                     |
| 2023/2024   | FK Horní Ředice                     |
| 2024/2025   | TJ Svitavy                          |

**= sezona předčasně ukončena z důvodu pandemie covidu-19